# Kazimierz Michałowski

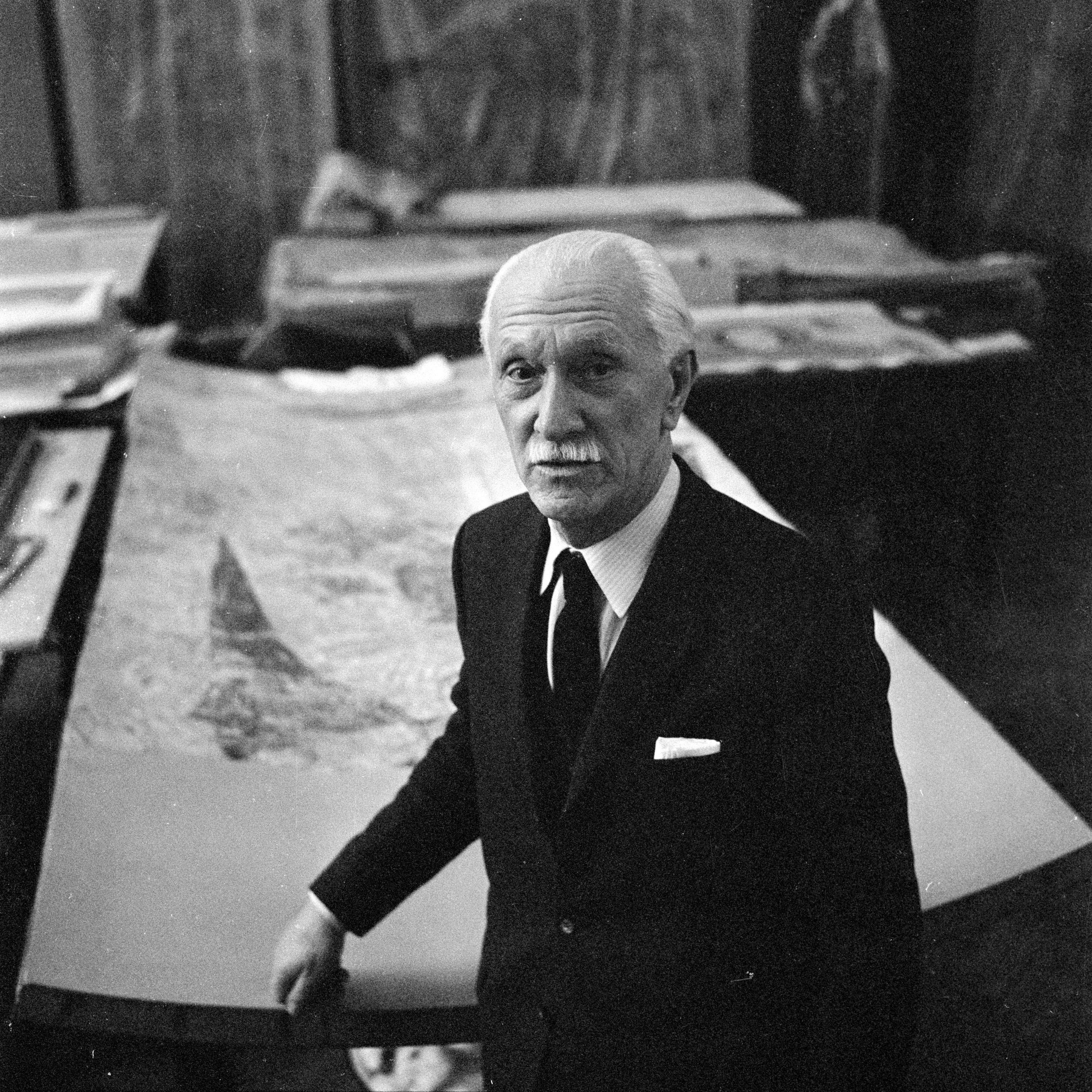
Kazimierz Michałowski

Kazimierz Józef Marian Michałowski (Tarnopol, 14 de dezembro de 1901 — Varsóvia, 1 de janeiro de 1981) foi um arqueólogo e egiptólogo polonês, historiador de arte, membro da Academia Polonesa de Ciências, professor ordinário da Universidade de Varsóvia, fundador da escola polonesa de arqueologia mediterrânea e precursor da Nubiologia.

## Biografia
Michałowski estudou história da arte e arqueologia clássica na Universidade de Lviv; Estudou nas Universidades e Institutos Arqueológicos de Berlim, Heidelberga, Münster, Paris, Roma, Atenas e Cairo. Em 1939-1981, foi vice-diretor do Museu Nacional de Varsóvia e chefiou a cadeira de arqueologia clássica na Universidade de Varsóvia. Durante este tempo, educou um sólido grupo de especialistas em assuntos clássicos e arqueologia do Oriente Próximo e Egito Antigo.
O interesse de Michałowski pela egiptologia começou em 1937-1939, quando participou das escavações polaco-francesas em Tel Edfu (ver Edfu), organizadas por ele, que mais tarde publicou em três volumes. Os objetos de Edfu enriqueceram as coleções do Museu Nacional de Varsóvia. Após a Segunda Guerra Mundial, foi muito ativo na reconstrução da vida acadêmica polonesa e na organização da participação polonesa no programa internacional de estudos sobre culturas mediterrâneas. Em 1959, fundou o Centro Polonês de Arqueologia Mediterrânea no Cairo, que hoje leva seu nome. Era um especialista em muitas áreas da arqueologia e arte egípcia. Dirigiu escavações polonesas em muitos locais, como Tel Atribe (antigo Atribis) em 1957, Alexandria em 1960, Debode em 1961, Faras em 1961-1964, Deir Elbari em 1961 e Dongola em 1964. Em 1963-1971, presidiu o Comitê Internacional de Especialistas para o Resgate dos Templos de Abul-Simbel. Suas publicações incluem a famosa L'Arte de l'ancienne Egypte (Arte do Egito Antigo).

## Publicações selecionadas

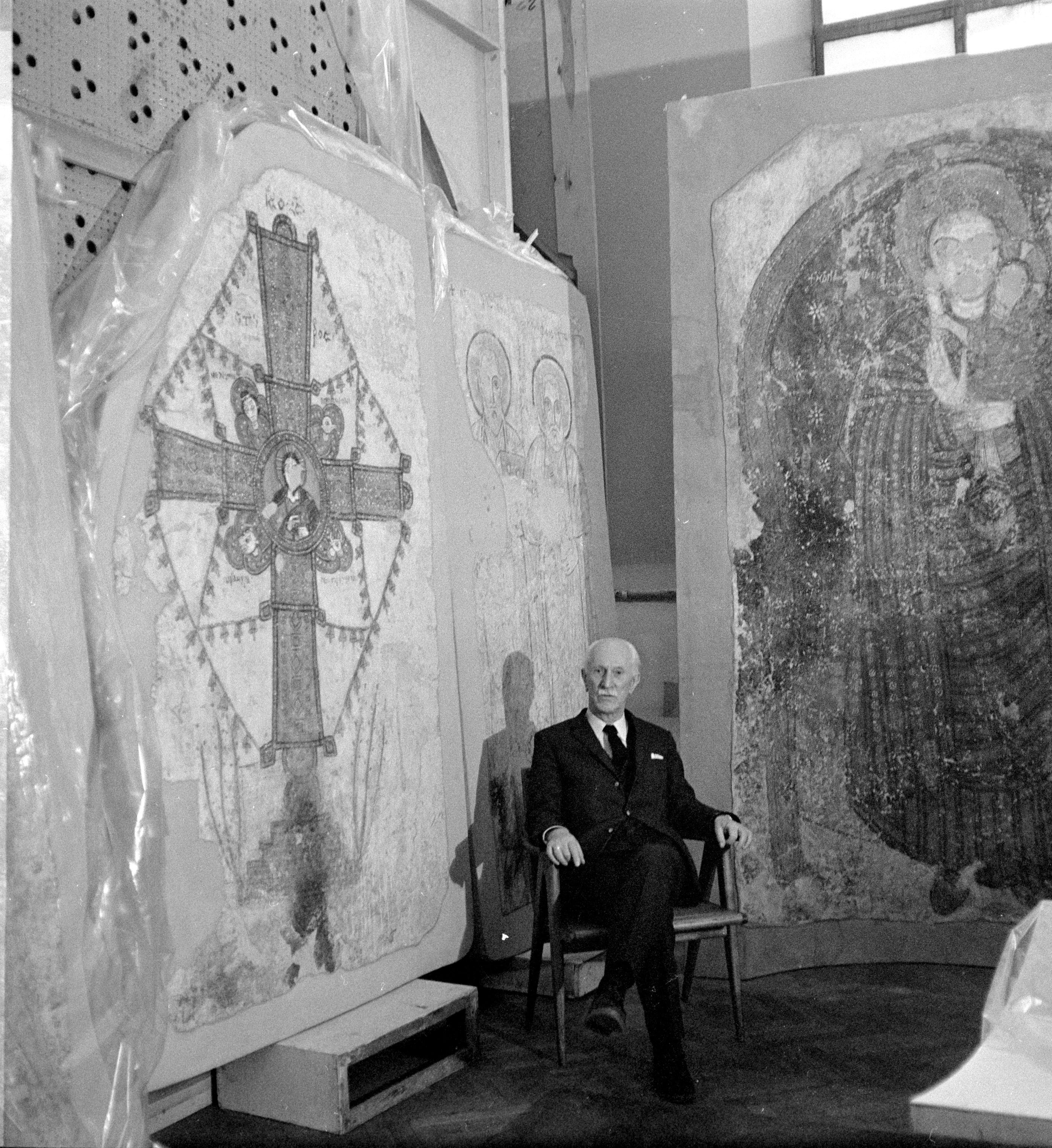
Kazimierz Michałowski em frente a pinturas murais de Faras, década de 1960

### Livros
- Fouilles franco-polonaises. Tell Edfou (1938)
- Sztuka starożytna (1955)
- Kanon w architekturze egipskiej (1955)
- Fouilles polonaises, kilka tomów (od 1960)
- Nie tylko piramidy. Sztuka dawnego Egiptu (1966)
- Faras. Centre artistique de la Nubie chretienne (1966)
- Art of Ancient Egypt (1969)
- Arte y civilizacion de Egipto (1969)
- Karnak (1969)
- Luksor (1971)
- Aleksandria (1972)
- Piramidy i mastaby (1972)
- Teby (1974) (wspólne z A.Dziewanowskim)
- Od Edfu do Faras. Polskie odkrycia archeologii śródziemnomorskiej (1974)
- Egypte (1978)
- Delfy (1979)
- Wybór prac Opera Minora (1990)

### Artigos
- "Les Niobides dans l'art plastique grec de la seconde moitié du Vème siecle", Eos, vol. XXX 1927, pp. 175–193.
- "Ein Niobekopf aus den Sammlungen des Fürsten Radziwiłł in Nieborów", AA 1927, pp. 58–70.
- "Zum Sarkophag aus S. Constanza", RM, XLIII, 1928, pp. 132–146.
- "Virgile et les beaux arts", Eos, XXXIII, 1930, pp. 43–58.
- "Un portrait égyptien d'Auguste au Musée du Caire", Bull. de l'Inst.Français au Caire 1935, pp. 73–88.
- "La fin de l'art grec", BCH, 1946, pp. 385–392.
- "Les expositions itinérantes dans les musées de Pologne", Museum, vol. III no. 4, 1950, pp. 275–282.
- "Rapport sur la prospection du terrain dans la région de la mosquée de Nabi Daniel en 1958", Bull. de la Fac. de Droit – Université d'Alexandrie, vol. XIII, 1958, pp. 37–43.
- "Kalos Limen", EAA IV, Roma 1961, pp. 304–305.
- "Les fouilles archéologiques et l'art antique au Musée National de Varsovie", Bull. Mus. Nat. de Varsovie, III 1962, pp. 62–63.
- "Peintures chrétiennes du VIIe s. à Faras", ibid., pp. 3–8.
- "Palmira", EAA vol. V, Roma 1963, pp. 900–908.
- "La Nubie chrétienne", Africana Bulletin 3, 1965, pp. 9–26.
- "Archéologie méditerranéenne en Pologne aprés la seconde guerre mondiale", Études et Travaux, vol. I, 1966, pp. 5–22.
- "Algérie — la modernisation des musées en Algérie", Le Courrier de l'Unesco, Mai 1966, pp. 1–45, annexe, pp. 34–45.
- "Les deux Asclepios de Nea Paphos", RA, 1968 no. 2, pp. 355–358.
- "Polish Excavations in Old Dongola 1964", Kush, vol. XIV 1969, pp. 289–299.
- "Open Problems of Nubian Art and Culture in the Light of the Discoveries at Faras", in Kunst und Geschichte Nubiens in christlicher Zeit, Recklinghausen 1970, pp. 11–20.
- "Classification générale des peintures murales de Faras", in Mélanges Devambez (RA 1972 z.2) pp. 375–380.
- "Tell Atrib", EAA VIII Supplemento, Roma 1973, pp. 799–800.
- "Ancient Egyptian Visual Arts", Encyclopædia Britannica, vol. XV (1974), pp. 248–258.
- "Nouvelles recherches sur la topographie de Palmyre", in Mélanges d'histoire ancienne et d'archéologie offerts à Paul Collart (Cahiers d'Archéologie Romande 5), 1975, pp. 305–306.
- "Les fouilles archéologiques polonaises en Afrique", Africana Bulletin, vol. 25, 1976 (1978), pp. 13–26.
- "Études sur les tendances actuelles dans la pratique de fouilles archéologiques. Suggestions et idées générales pour l'établissement des 'musées-sites'", Rocznik MNW, vol. XXIV 1980, pp. 345–355.